# NGC 1070
NGC 1070 је спирална галаксија у сазвежђу Кит која се налази на NGC листи објеката дубоког неба.
Деклинација објекта је + 4° 58' 7" а ректасцензија 2h 43m 22,0s. Привидна величина (магнитуда) објекта NGC 1070 износи 12,0 а фотографска магнитуда 12,8. NGC 1070 је још познат и под ознакама UGC 2200, MCG 1-7-26, CGCG 414-45, IRAS 02407+0445, PGC 10309.